# Leptostomias macropogon
Leptostomias macropogon es una especie de pez de la familia Stomiidae en el orden de los Stomiiformes.

## Hábitat
Es un pez de mar y de aguas  tropicales que vive hasta 55 m de profundidad.

## Distribución geográfica
Se encuentra al sudeste del  Atlántico: 35 ° 01'00 "S, 10 ° 18'00" E.